# Ivan Alekszandrovics Orlov
Ivan Alekszandrovics Orlov (Cirill betűkkel: Орлов Иван Александрович, Orosz Birodalom, Carszkoje Szelo, 1895. január 19. - ?, 1917. július 4.) orosz 5 győzelmet elért első világháborús ászpilóta.

## Pályafutása
Nagy múltú katona- és nemesi családban született.
Már fiatalon vonzódott a repülés iránt. Az első világháború idején lépett be az orosz légierő kötelékébe. Legtöbb győzelmét Nieuport 11-es típusú repülőgéppel szerezte. Első légi győzelmét 1916. június 8-án aratta egy Lloyd C.II-sel szemben. E hónap 25-én szerezte meg újabb győzelmét. Harmadik győzelmét október 4-én szerezte egy kétüléses gép ellen. Ez után a következő évben átkerült Franciaországba, ahol az Escadrille 3 repülő században harcolt és kiérdemelte a francia croix de guerre-t (hadikeresztet). Ebben az időszakban egy gépet lőtt le 1917. január 24-én SPAD VII-sével. Ötödik, utolsó légi győzelmét 1917. május 21-én aratta egy Nieuport 17-sel.
1917. július 4-én halt meg egyik bevetésén, amikor sérült gépével a földbe csapódott és hősi halált halt. Nem tudni, hol halt meg.

## Győzelmei
| Sorszám | Dátum            | Egység | Repülőgép   | Ellenfél      |
| ------- | ---------------- | ------ | ----------- | ------------- |
| 1       | 1916. június 8.  | 7th    | Nieuport 11 | Lloyd C.II    |
| 2       | 1916. június 25. | 7th    | Nieuport 11 | Aviatik B.III |
| 3       | 1916. október 4. | 7th    | Nieuport 11 | Two-seater    |
| 4       | 1917. január 24. | N3     | SPAD VII    | EA            |
| 5       | 1917. május 21.  | 7th    | Nieuport 17 | Albatros C    |

## Külső hivatkozások
- Ivan Orlov életrajza az Ugolok nyeba (Airwar.ru) oldalán (orosz nyelven)
- Az első világháborús orosz ászok listája (angol nyelven)